# Eduard Derzsei
Eduard Derzsei, menționat uneori Eduard Derzei, (în maghiară Derzsi Ede; n. 28 octombrie 1934, Baraolt, România – d. 21 mai 2015, Sfântu Gheorghe, Covasna, România) a fost un voleibalist român, membru al echipei naționale de volei a României, care a terminat pe locul 4 la Jocurile Olimpice de la Tokyo din 1964. câștigătoare a campionatelor naționale, europene și mondiale ale țării, jucătoare câștigătoare a Campionatului European, antrenor, manager de club sportiv, soțul jurnalistei Erzsébet Mátray⁠(d).

## Carieră
A absolvit Facultatea de Educație Fizică din București în 1963, specializarea antrenor de volei. Între 1952 și 1954 a lucrat ca dispecer la un combinat din Bacău, iar între 1954 și 1969 a fost jucător de volei la clubul sportiv „Dinamo București” al Ministerului Afacerilor Interne și membru al echipei naționale a României. A avut gradul de locotenent major (în 1968).
A jucat și a antrenat în Franța între anii 1969 și 1971. Întors în România, a lucrat în perioada 1971–1973 ca metodist la clubul sportiv Dinamo București, apoi director tehnic și vicepreședinte al clubului până la pensionarea sa în 1988.

## Munca sa
Realizări cu echipa națională a României:
- Campionatul Mondial: locul II (Paris, 1956; Praga, 1958, 1966), locul III (Rio de Janeiro, 1960; Moscova, 1962)
- Campionatul European: locul I (București, 1963), locul II (București, 1955), locul V (Istanbul, 1967), Universiada (Sofia, 1961)
- Cupa Campionilor Europeni: locul I 1966-1967
- Jocurile Olimpice: locul IV (Tokyo, 1964)

Este coautor, alături de soția sa, Erzsébet Mátray, al cărții A labda kerek [„Mingea este rotundă”] (Előre Kiskönyvtára, București, 1975).

## Onoruri
- Maestru Emerit al Sportului (1963)
- Cetățean de onoare al orașului Baraolt (1998)
- În 1998 a primit o medalie și o diplomă de onoare la prima Întâlnire Mondială a Vedetelor Sportive Maghiare din Străinătate, organizată de Federația Mondială a Maghiarilor⁠(d).

### Distincții
- Ordinul „Meritul Sportiv” clasa a III-a (8 mai 1968) „pentru contribuția deosebită adusă la dezvoltarea mișcării de cultură fizică și sport și pentru merite deosebite în activitatea sportivă de performanță, cu prilejul împlinirii a 20 de ani de la înființarea Clubului sportiv «Dinamo»-București al Ministerului Afacerilor Interne”[6]